# فرانچسکو کارپنتی
فرانچسکو کارپنتی (انگلیسی: Francesco Carpenetti؛ زادهٔ ۴ اکتبر ۱۹۴۲) بازیکن فوتبال اهل ایتالیا است.
از باشگاه‌هایی که در آن بازی کرده‌است می‌توان به باشگاه فوتبال فیورنتینا، باشگاه فوتبال آ.اس. رم، باشگاه فوتبال سمپدوریا، باشگاه فوتبال تریستیانا، و باشگاه فوتبال پالرمو اشاره کرد.